# William Big Charger

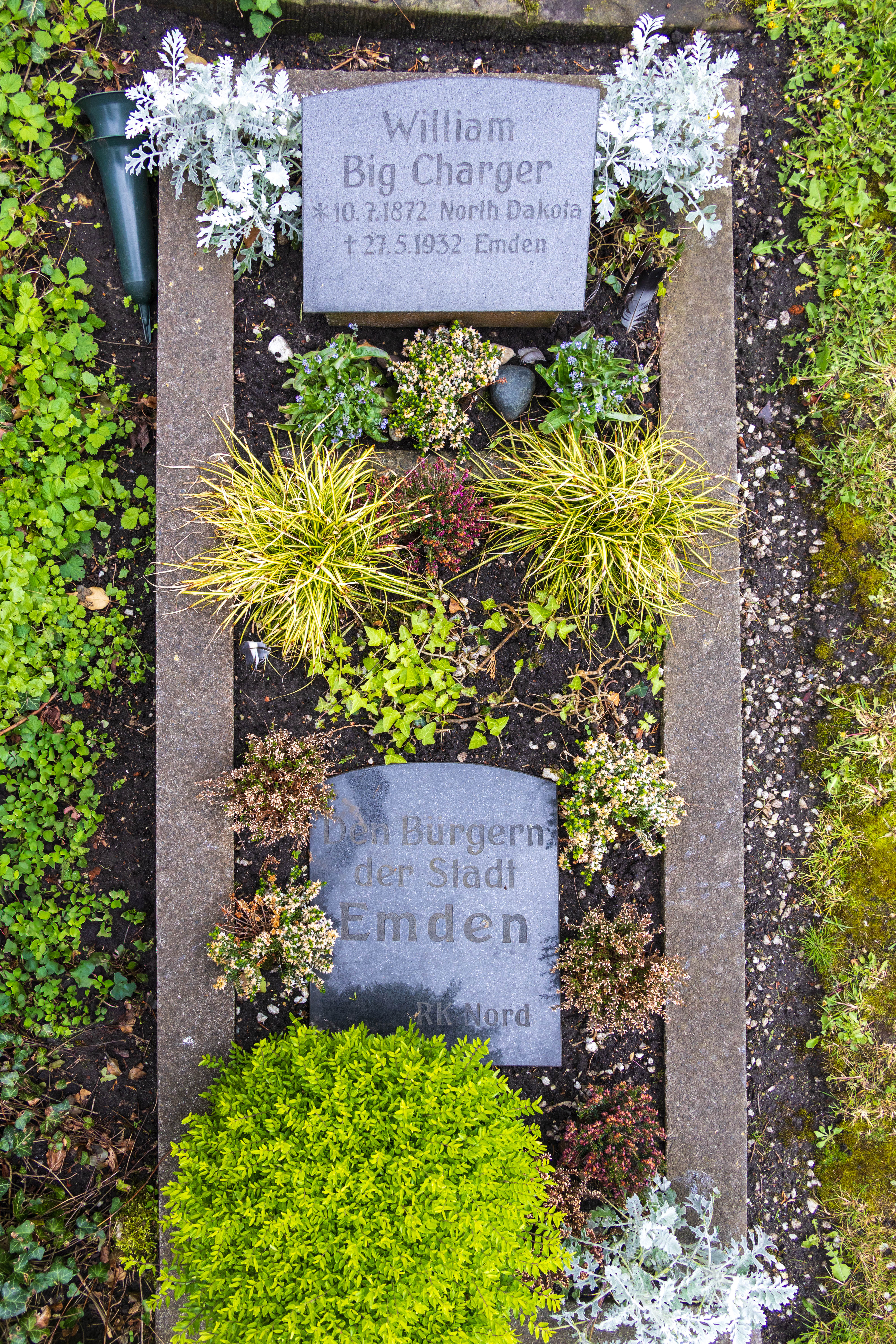
Grab des Indianers William Big Charger in Emden

William Big Charger (* 10. Juli 1872 in Horlte-Platte (North Dakota, USA); † 27. Mai 1932 in Emden.) war ein Indianer vom Stamm der Lakota-Sioux, der am Anfang des 20. Jahrhunderts im Zirkus Sarrasani auftrat und dem deutschen Publikum indianisches Leben nahebrachte. Während eines Gastspiels des Zirkusses in Emden verstarb William Big Charger. Neben dem Grab auf dem Friedhof der Großen Kirche in Emden gibt es noch ein zweites Indianer-Grab auf dem Neuen Katholischen Friedhof in Dresden, wo ein weiterer Sarrasani-Indianer, Edward Two-Two, der 1914 starb, seine letzte Ruhe fand.

## Leben
William Big Charger war ein Indianer vom Stamm der Lakota-Sioux, der zunächst im Pine-Ridge-Reservat in South Dakota lebte. Er war verheiratet mit Lena Big Charger und hatte eine Tochter mit ihr.
Hans Stosch-Sarrasani, Direktor des Zirkus Sarrasani, verpflichtete 1906/07 erstmals einen Sioux-Indianer für seine Vorstellungen. Er war fortan für viele Jahre der einzige Zirkus, der mit echten Indianern arbeitete. In den 1930er Jahren war Charger Teil dieser Wild-West-Show des Zirkus Sarrasani mit 22 Indianern des Stammes Lakota-Sioux aus dem Pine-Ridge-Reservat. Diese blieben während der Saison in Europa und reisten während der Wintermonate in ihre Heimat. Dort gehörte ein Großteil von ihnen schon vor dem Engagement bei Sarrasani zu den reicheren Indianern.

## Tod und Beerdigung
1932 gab der Zirkus ein Gastspiel in Emden. Dort häuften sich unter den Indianern Unglücksfälle wie kleinere Verletzungen und verschiedene Krankheiten. Charger litt an hohem Fieber und einer Lungenentzündung. Sein Zustand verschlechterte sich immer mehr, sodass er am 25. Mai 1932 in die Dr.-Lüken-Klinik eingewiesen wurde. Der Zirkus zog inzwischen nach Groningen weiter, wo das nächste Gastspiel geplant war.
Für Charger kam allerdings jede Hilfe zu spät. Er verstarb am 27. Mai 1932. Nachdem Direktor Stosch-Sarrasani vom Tod des Indianers erfuhr, charterte er umgehend zwei Omnibusse und fuhr mit hundert seiner Angestellten, darunter der Witwe Lena, 20 weiteren Sioux-Indianern, der argentinischen Zirkuskapelle sowie Vertretern der Zirkusverwaltung nach Emden, um die Beerdigung zu organisieren. Die Trauerpredigt hielt der katholische Pfarrer von Emden, dessen Gemeinde auch mit einer Abordnung an der Trauerfeier beteiligt war. Anschließend sprach ein Indianerhäuptling einige Worte am offenen Sarg, ehe dieser verschlossen und unter großer Anteilnahme der Emder Bevölkerung auf den Friedhof geleitet wurde. Dort sprachen der Pfarrer, ein Vertreter der Zirkusverwaltung noch einige Worte. Ein Redakteur namens Pohl dankte der Emder Bevölkerung für die große Anteilnahme, ehe der Stammesälteste abschließend noch ein Gebet in der Muttersprache Chargers sprach.
Der Dresdner Hartmut Rietschel übernahm um die Jahrtausendwende die Kosten für die Pflege des Grabes und bewahrte es, wie auch die letzte Ruhestätte von Edward Two-Two in Dresden, vor der Einebnung.